# Лиштван, Сергей Николаевич
Сергей Николаевич Лиштван (род. 5 ноября 1970, Минск) — советский и белорусский борец греко-римского стиля, чемпион СССР 1991 года, чемпион и призёр чемпионатов Европы, серебряный призёр летних Олимпийских игр 1996 года в Атланте, участник трёх Олимпиад, знаменосец сборной Беларуси на летних Олимпийских играх 2000 года в Сиднее, мастер спорта СССР международного класса, Заслуженный мастер спорта Республики Беларусь (1997).

## Карьера
Выступал в полутяжёлой (до 90 кг) и тяжёлой (до 97-100 кг) весовых категориях. Чемпион СССР 1991 года. Чемпион (1996, 1998, 2000 годы), серебряный (2004) и бронзовый (1995) призёр чемпионатов Европы.
На Олимпиадах Лиштван выступал в тяжёлом весе. На летних Олимпийских играх 1996 года в Атланте он победил болгарина Тодора Манова, американца Джейсона Глисмана и шведа Микаеля Юнгберга. В финальной схватке белорус уступил поляку Анджею Вроньскому и стал серебряным призёром Олимпиады.
На следующих Олимпийских играх в Сиднее Лиштван на предварительной стадии победил турка Хассена Фкири, но уступил литовцу Миндаугасу Эжерскису, представителю Украины Давиду Салдадзе и выбыл из борьбы за медали, заняв 9-е место.
На летних Олимпийских играх 2004 года в Афинах Лиштван победил шведа Мартина Лидберга, но уступил россиянину Гоги Когуашвили и занял 12-е место.